# Романов, Пётр Ильич
Пётр Ильи́ч Рома́нов  (21 февраля 1919 — 9 февраля 1945) — командир стрелкового батальона, капитан, Герой Советского Союза.

## Биография
Пётр Ильич Романов родился 21 февраля 1919 года в селе Панское ныне Алексинского района Тульской области. Мать Романова Александра Игнатьевна. Русский. Член ВКП(б). В Красной Армии с 24 ноября 1939 года.

## Участие в Великой Отечественной войне
В Великой Отечественной войне участвовал с 28 июня 1941 года. Контужен 4 июля 1941 года под городом Остров Псковской области.
Командир 1-го стрелкового батальона 140-го стрелкового полка 182-й стрелковой Дновской дивизии.

## Обстоятельства гибели Романова и бои за высоту 70,9
Во время Восточно-Прусской операции 182-я стрелковая дивизия, в которой служил капитан П. И. Романов, 7 февраля 1945 года была выведена из района посёлка Побетен (ныне посёлок Романово Зеленоградского района Калининградской области) на деблокаду окружённой немецкими войсками 91-й гвардейской стрелковой дивизии (командир полковник В. И. Кожанов) в районе Гермау—Тиренберг. Совершив 14-километровый марш, 182-я стрелковая дивизия сосредоточилась в окрестностях посёлка Койенен. Ареной ожесточенных боёв стала высота 70,9 (на немецких картах 71,0), занимавшая весьма выгодное положение, позволявшее полностью контролировать дорогу Куменен-Гермау, по которой из леса Лангервальд стали выходить окружённые полки 91-й гвардейской стрелковой дивизии. При этом 232-й стрелковый полк (подполковник Кузнецов) данной дивизии был придан войскам, атакующим под Ариссау, а 140-й (гвардии подполковник Владимир Иванович Родионов), 171-й (подполковник Дёмин) стрелковые и 625-й (майор Василий Сергеевич Ермолин) артиллерийский полки предназначались для захвата и удержания высоты 70,9 до выхода окруженцев.
7 февраля авангардные части в составе взвода разведки штабной батареи 625-го артиллерийского полка лейтенанта Юрия Исаенко, 108-й отдельной разведроты гвардии лейтенанта Алексея Фомичёва и роты автоматчиков 140-го стрелкового полка гвардии капитана Измаила Гисматулина, захватили посёлок и железнодорожную платформу Койенен. В скором времени авангард вышел к высоте 70,9, выбив оттуда немецкие заслоны 95-й пехотной дивизии и закрепившись на ней. Часть орудий 625-го артиллерийского полка и 14-го отдельного истребительно-противотанкового дивизиона в южных и юго-восточных окрестностях высоты были поставлены на прямую наводку.
Немецкие попытки выбить подразделения Красной армии с означенной высоты начались 8 февраля. В 11.00 после сильного артиллерийско-миномётного обстрела, с двумя самоходными орудиями StuG III из 232-й бригады штурмовых орудий (Sturmgeschutz-Brigade 232) и до 60 человек пехоты, немцы перешли в наступление. Приблизившись на расстояние примерно 300 метров до орудийных батарей оборонявшихся, получили от последних огневой удар. В результате одно самоходное орудие было подбито расчётом сержанта Дмитрия Колосова. Огнём сопутствующих подразделений было убито до 20 немцев. Первая атака была отбита. Вторая атака началась в 14.00 гораздо большими силами. На этот раз в наступление были брошены уже 4 самоходки указанной бригады и до 160 человек пехоты. При этом огню некоторых орудий мешали беспрерывным огнём немецкие автоматчики, засевшие в небольшой лощине на расстоянии 50 метров от ближайших орудий. Тем не менее, ещё одну немецкую самоходку удалось подбить и немного рассеять пехотинцев. Из подбитого самоходного орудия начал выскакивать экипаж, но наводчик одного из орудий младший сержант Иван Бородин не растерялся и расстрелял их из своего автомата. Однако же немцы провели перегруппировку (в атаку включились ещё три самоходки) и ударили всеми силами во фланг оборонявшимся. На этот раз чаша весов склонилась на сторону немцев. Поднявшиеся на гребень высотки самоходные орудия начали методично выбивать орудийные расчёты. Однако же ценой своей жизни артиллеристы уничтожили ещё одну самоходку. Погибли три командира орудий: ефрейтор Пётр Бабенков, сержант Джумакул Диканов и упоминавшийся уже сержант Дмитрий Колосов.
После разгрома артбатарей пехотные подразделения начали отходить с высоты. Отход прикрывал взвод 120-мм миномётов лейтенанта Ивана Родина, отрезавший пехоту от самоходок и наносивший чувствительные удары по противнику. Серьёзные потери несла пехота и офицерский состав. На высоте погибли командир пулемётного взвода старший лейтенант Андрей Городенко, командир огневого взвода лейтенант Захар Сокол, переводчик штаба полка лейтенант Лейзер Брегман, командир роты автоматчиков капитан Измаил Гисматулин, командир пулемётной роты старший лейтенант Александр Жигарь, старший адъютант батальона старший лейтенант Яков Краснопёров. По документам о потерях большинство солдат и офицеров записаны с формулировкой «остался на поле боя в районе Койенен».
На высоте осталась лишь горстка бойцов (примерно 10 человек) во главе с капитаном Романовым, который уже получил тяжёлые ранения. Бой шёл в тесном огневом соприкосновении, немецкая пехота подошла на расстояние броска гранаты. В условиях, когда немцы ворвались на высоту и у обороняющихся закончились патроны и гранаты, Романов принял единственно верное решение, позволявшее уничтожить прорвавшегося противника — вызвать на себя огонь дивизионной артиллерии. Артиллерийский удар пришёлся по позициям остатка батальона, когда они уже фактически были взяты немцами. 19 апреля 1945 года Петру Ильичу Романову было присвоено звание Героя Советского Союза (посмертно).
Однако же погибли не все, кто попал под удар собственной артиллерии. Например, рядовой Иван Сысоев, находившийся рядом с капитаном Романовым, хоть и был ранен, но смог выйти в расположение своих войск. За мужество и отвагу он был награждён орденом Отечественной войны I степени. В боях на высоте 70,9 имелись многочисленные факты проявлений мужества и отваги при действиях порой в критических ситуациях. Полковой инженер капитан Александр Гончаров совместно с приданными ему сапёрами обеспечил защиту НП 140-го стрелкового полка. Когда прорвавшиеся немецкие самоходки начали обстреливать НП, он взялся за пулемёт и начал отсекать пехоту от самоходных орудий. Находившиеся на НП офицеры были спешно эвакуированы, но капитан Гончаров получил тяжёлое ранение и был вынесен в тыл только глубоко вечером, где 9 февраля скончался. Командир санитарного взвода лейтенант медицинской службы Самсон Рубинов, невзирая на огневое воздействие немцев, сумел вывезти на полковой медпункт около 100 раненых бойцов, чем несомненно сохранил им жизнь. Число убитых 8 февраля рядовых и сержантов составило примерно 37 человек, и, если бы не умелые действия лейтенанта Рубинова, их количество могло бы вырасти во много раз. Сержант медслужбы Сергей Моргасов, помимо своих основных обязанностей (вытащил с поля боя 15 человек и 8 сделал перевязку), исполнял обязанности наводчика на одном из орудий, где уже имелись потери в расчёте. Под огнём врага приходилось «лечить» и матчасть. Орудийный мастер 5-й батареи 625-го артиллерийского полка сержант Виктор Яковлев во время первой атаки восстановил повреждённую ручку замка, которая не давала возможности открывания. Во время второй атаки исправил заклинение замка на одном из орудий и тут же встал за него заряжающим, поскольку к этому времени на этом орудии действовал один лишь наводчик.
Во время немецких атак немаловажное значение имело и обеспечение связью между командирами и конечными подразделениями. Начальник радиостанции сержант Пётр Глушенков (9-й отдельный батальон связи 182-й стрелковой дивизии), находясь в расположении 171-го стрелкового полка, в течение двух суток обеспечивал связь со штабом дивизии. Традиционная для того времени проводная телефонная связь вследствие обстрелов очень часто нарушалась. И для восстановления управления в звене «полк-батальон-рота» или «полк-дивизион-батарея» приходилось прикладывать все усилия телефонистов. Командир отделения связи 625-го артиллерийского полка сержант Александр Чебелев за день восстановил около 60 порывов телефонного провода. Телефонистка рядовая Елизавета Фёдорова ликвидировала около 100 повреждений, помимо это, когда после второй немецкой атаки сложилось критическое положение, выполняла обязанности подносчика снарядов на одном из орудий. Также выполнила перевязку трём тяжелораненым бойцам. В результате взрыва снаряда получила контузию, упала в воронку и пролежала там до темноты, позволившей ей пробраться в свою часть. К вечеру 8 февраля 1945 года высота 70,9 полностью перешла под контроль немцев.

## Вопрос о месте погребения
Долгое время в калининградской краеведческой литературе и в публикациях советского периода о капитане П. И. Романове каноническим местом его гибели считались окрестности одноимённого посёлка Романово (бывший Побетен). Во многом эта точка зрения поддерживается вплоть до нынешних дней. Вопрос о его настоящем захоронении до сих пор остаётся открытым, так как тело П. И. Романова и трупы бойцов и офицеров его батальона, разбросанные на высоте после артиллерийского обстрела, остались на территории, занятой немцами. По всей видимости, после боя все трупы были собраны похоронными подразделениями немцев и захоронены в санитарном погребении где-то в окрестностях высоты 70,9 (например, это могут быть воронки, которые на высоте были повсюду). Высота оставалась занятой немцами два месяца, вплоть до середины апреля 1945 года, потому определить настоящее место погребения П. И. Романова и бойцов его батальона достаточно сложно.

## Воспоминания
Именем капитана П. И. Романова назван город Побеттен. Здесь сражался до последней капли крови Пётр Ильич Романов, командир батальона 182-й стрелковой дивизии.
— Дважды Герой Советского Союза  Маршал Советского Союза  Василевский А.М.  Дело всей жизни.   -  М: Политиздат, 1975.- С.513.

## Награды
- Медаль «Золотая Звезда»;
- орден Ленина;
- орден Отечественной войны 1 степени;
- орден Отечественной войны 2 степени;
- орден Красной Звезды.
- Указом Президиума Верховного Совета РСФСР от 25 июля 1947 года Побетен переименован в честь Петра Ильича Романова.